# Bernt Andersson
Bernt "Sump-Hugo" Andersson (Suécia, 5 de setembro de 1933 - Suécia, 6 de janeiro de 2020) foi um futebolista e técnico de futebol sueco. Ele fez 91 aparições na liga de futebol sueca pelo Djurgårdens IF e marcou 19 gols.

## Carreira

### Como jogador
- Djurgårdens IF - 1954-55; 1966: 91 jogos, 19 gols.[3]

### Como treinador
A partir de 1972, tornou-se técnico de futebol, onde foi técnico de algumas equipes suecas.
- Halmstads Bollklubb
- Vasalunds IF